# MINAMI
MINAMI（みなみ、1974年11月8日 - ）は、日本の元女性歌手、シンガーソングライター。本名および旧芸名、南 英子（みなみ えいこ）。滋賀県出身。

## 略歴
平尾昌晃歌謡教室（現・平尾昌晃ミュージックスクール）京都校出身。同スクールのMUSIC  FESTIVALでスカウトされ15歳の夏に上京し雑誌のグラビアにてデビュー。
1995年7月、TBS『山田邦子のしあわせにしてよ』番組内公開オーディションにてグランプリを獲得する。同年9月21日、日本コロムビアより秋元康、鈴木キサブローによるシングル「薬指のジェラシー」でデビュー。
テレビ朝日の音楽情報バラエティ番組『桃かん』にて飯島直子、鈴木蘭々と共に1年間レギュラー出演、テレビ東京のドラマ『クリスマスキス〜イブに逢いましょう』に出演する。
1996年2月21日、2枚目のシングル「どーにか こーにか」（アニメ『ナースエンジェルりりかSOS』オープニング）をリリースする。
1998年9月、TSUTAYA Cine Rocket配給、全編キューバ・ロケによる映画『PARAISO』に初主演する。
MINAMIとして作詞を手がけた作品を作り始めた頃、島野聡との出会いにより、1998年にMaestro-Tによるリミックス・アナログ盤を先行発売し、限定5000枚を即時に完売した。
1999年にビクターエンタテインメントから1枚目のマキシシングル「素直になれる」をリリースする。FMレギュラー番組『MINAMIのSouth Shower』（愛知、福岡、新潟、富山、広島、静岡、茨城の7局ネット）を1年間オンエアする。
FM『MINAMIのShare of Love』（神戸Kiss FM、京都α-STATIONの2局ネット）を1年半オンエアする。
TOKYO FM『アフタヌーンブリーズ』ではパーソナリティとして2時間の生放送をつとめた。
東海テレビにて、音楽情報番組『On・On・On』のメイン司会として2年間出演した。
Sky Perfect TV! 邦楽269ch音楽番組『特捜新人最前線』で1年半メイン司会を担当する。
NHK-BS『新・真夜中の王国』2000年7月-9月エンディング・テーマに「Watchin' in our love　(come to focus ya!)」が起用される。
2000年9月6日、2枚目のアルバム『ETERNAL』をリリースする。オリコンアルバムチャート初登場50位にランクインした。アルバム収録曲「Moonlight Swimming」は、ビクターMiniコンポのCMソングとして1年間オンエアされた。
合計5枚のシングルと2枚のアルバムをリリースするも、それ以降活動を休止しているため、現在では引退していると思われる。

## ディスコグラフィー

### シングル
- 素直になれる（1999年1月21日）
- Dear-est...（1999年6月23日）
- 千の雪 mille neige（1999年12月1日）
- One Voice（2000年7月26日）
- ダキシメテイテ（2000年10月4日）

### アルバム
- Share of Love（1999年8月4日）
- ETERNAL（2000年9月6日）
- ダンス・パニック! パイロン・クラブ・ミックス（オムニバス）
2曲目「素直になれる」
- Beautiful Songs（オムニバス）
6曲目「素直になれる(acoustic version)」

### アナログ盤
- Analog 12inch Single『MINAMI feat：KREVA』（1998年12月）
Original Side：A
1.sunao-ni nareru(Original Mix)　2.sunao-ni nareru(Instrumental)
Produced By Satoshi Shimano
Remix Side：B
1.Maestro-T's Innocent Remix　2.Maestro-T's Innocent Instrumental
Remix Produced By Maestro-T　Featuring Rap KREVA